# Chiesa di San Bernardo di Chiaravalle (North Miami Beach)
La chiesa di San Bernardo di Chiaravalle (in inglese St. Bernard de Clairvaux church) è una chiesa episcopale di North Miami Beach, costruita riutilizzando il materiale proveniente dal chiostro di un monastero spagnolo della città di Sacramenia (Segovia). Costruito nel XII secolo, il chiostro fu smantellato nel XX secolo e spedito a New York, per essere successivamente ricostruito a North Miami Beach, dov'è attualmente un'attrazione turistica nota con il nome di Ancient Spanish Monastery (Antico Monastero Spagnolo).

## Storia
Il monastero cistercense di Santa María la Real fu costruito negli anni 1133-1141 in stile romanico e venne intitolato a Bernardo di Chiaravalle dopo la sua canonizzazione. Fu fondato da Alfonso VII di León che lo esentò anche dal pagamento di tasse e garantì libertà di pascolo. A causa delle invasioni musulmane, la zona conobbe un progressivo spopolamento. Dopo la sua distruzione a seguito di un incendio nel 1641, alcune parti del monastero furono ricostruite e rimase attivo fino al 1835. Venne chiuso tra il 1836 ed il 1840 durante il regno di Isabella II di Spagna come conseguenza della Desamortización di Mendizábal che portò alla sua privatizzazione ed alla fine della vita monastica. La chiesa, anche se di proprietà privata, è ancora presente a Sacramenia e fu nominata monumento nazionale il 3 giugno 1931.
Il chiostro, la sala capitolare ed il refettorio furono acquistati nel 1925 da William Randolph Hearst per essere trasportati negli Stati Uniti d'America presso il Castello Hearst. Le strutture furono attentamente smontate, ciascun pezzo numerato e imballato in casse imbottite di fieno. La spedizione totale riguardò 11.000 casse. Comunque, alcune informazioni durante questa fase di etichettatura vennero perse e la spedizione fu posta in quarantena per lo scoppio di un'epidemia di afta epizootica nella provincia di Segovia. Durante la quarantena, le casse vennero aperte ed il fieno bruciato, come precauzione contro la diffusione dell'afta; nella fase di successivo reimballaggio il contenuto delle casse non fu ricomposto correttamente. Infine, William Randolph Hearst non fu in grado di mettere in atto il suo piano di ricostruire il monastero a causa di sopraggiunte difficoltà economiche.
I resti degli edifici smantellati furono conservati in un magazzino di Brooklyn fino a che vennero riacquistati nel 1952 da Raymond Moss e William Edgemon, che alla fine li ricompose sul luogo di un piccolo vivaio a nord di Miami nel 1964.
La ricostruzione del monastero durò 19 mesi e costò più di 1,5 milioni di dollari. Parte delle pietre originali rimasero inutilizzate, ma vennero aggiunte parti decorative provenienti da altri edifici spagnoli, come il grande stemma scolpito in pietra presente nel chiostro. Lo stemma appartiene alla Famiglia di Albuquerque e viene dal monastero di San Francisco a Cuéllar, sempre nella provincia di Segovia. Anche la cappella, eretta nel XV secolo da Beltrán de la Cueva (favorito di Enrico IV di Castiglia e primo duca di Albuquerque) per essere destinata come cripta di famiglia, fu acquistata nel XX secolo dopo la privatizzazione dei beni.
La proprietà fu acquistata dal vescovo Henry I. Louttit nel 1964 per la Diocesi episcopale della Florida del sud, che fu successivamente suddivisa in diocesi della Florida centrale, della Florida di sud-est e della Florida di sud-ovest. Infine, difficoltà economiche obbligarono le tre diocesi a vendere il monastero, che fu acquistato dal colonnello Robert Pentland Jr., che li donò alla parrocchia episcopale di St. Bernard de Clairvaux.

## Galleria d'immagini

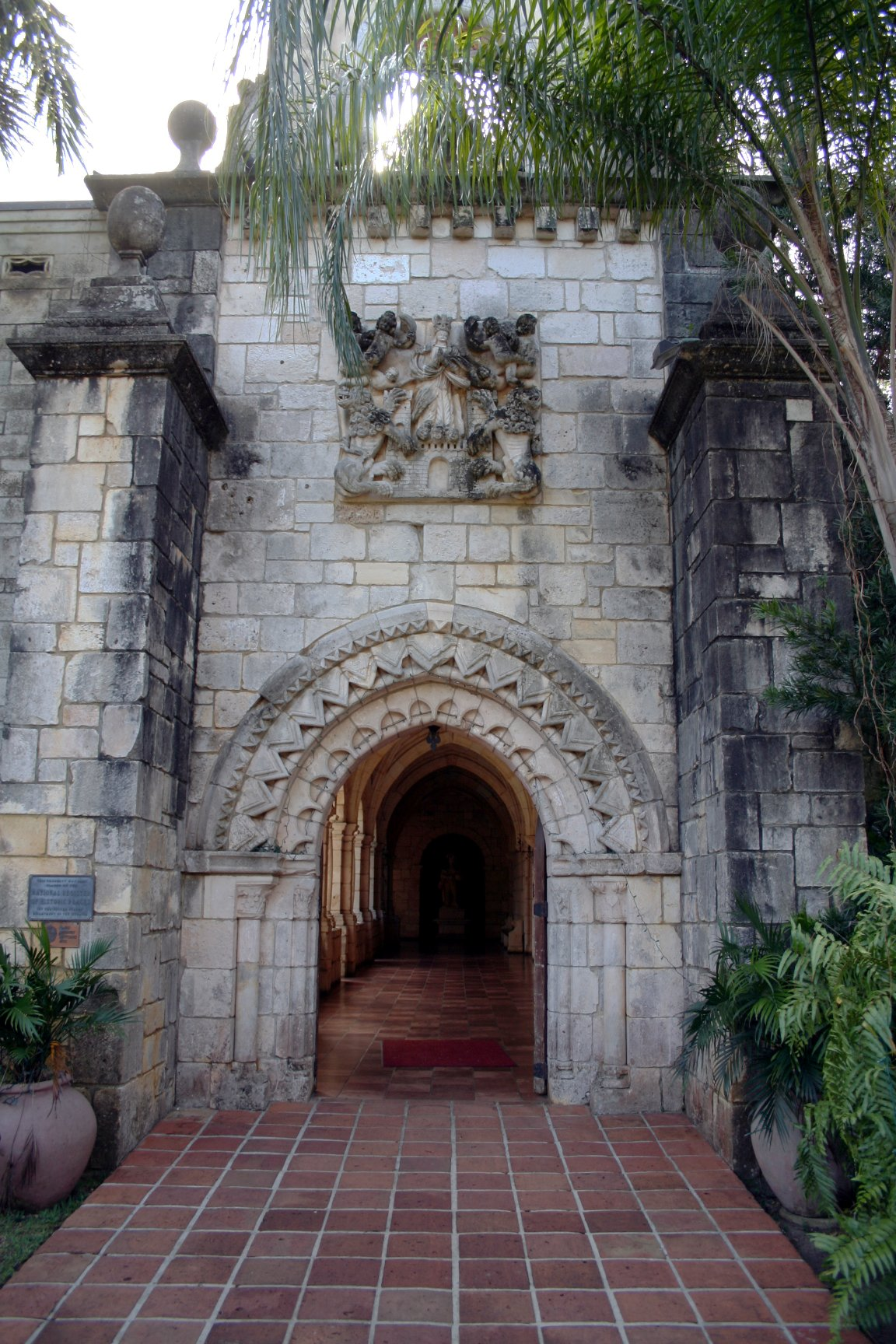
Ingresso del chiostro.
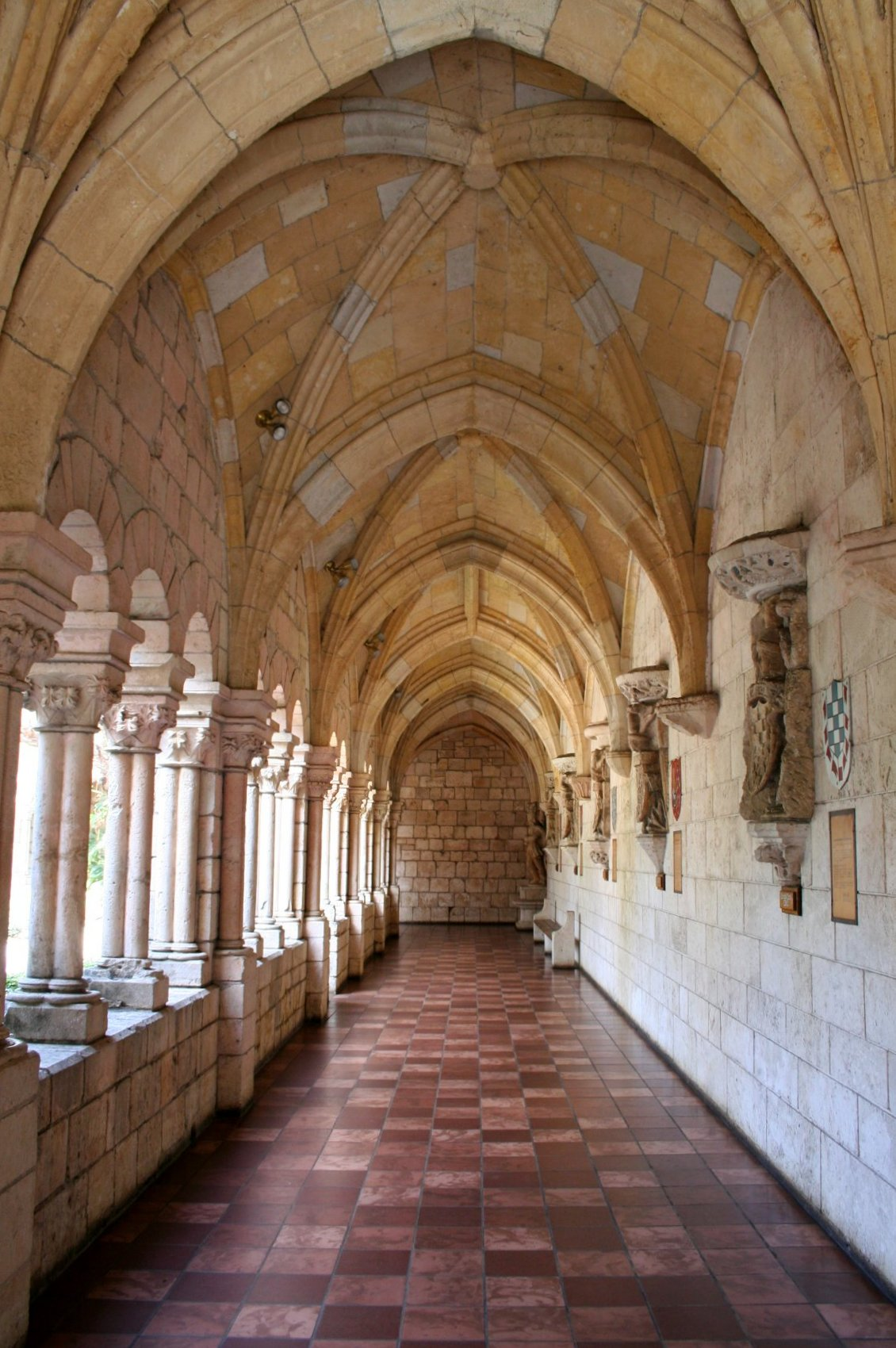
Vista del chiostro.
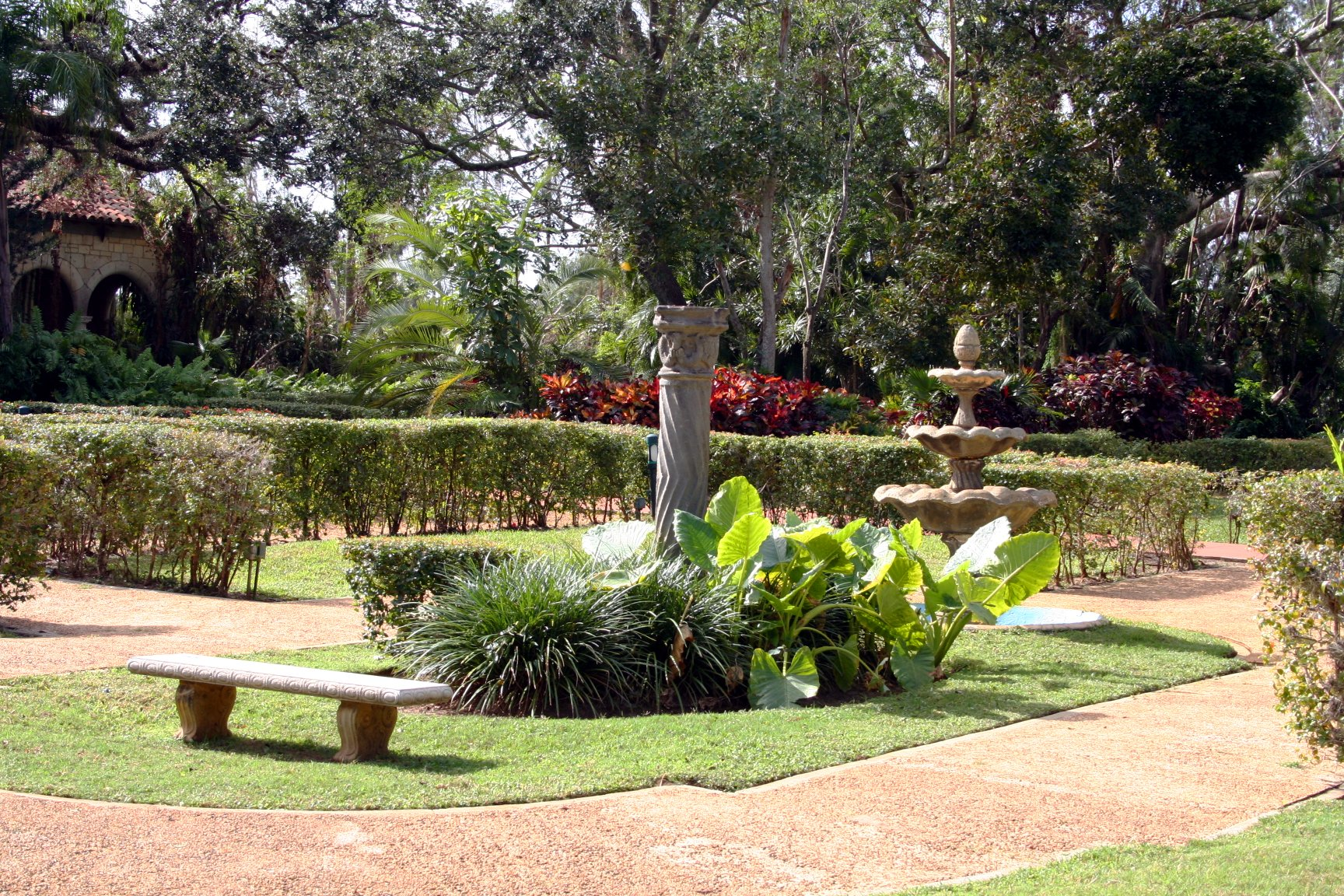
Giardini circostanti l'edificio.